# Dagobert Soergel
Dagobert Soergel (1940. január 7. –) kutatási területe az adatok tárolása és visszakeresése, az indexelő nyelvek fejlesztése és a számítógépes alkalmazások.

## Élete
Dagobert Soergel 1940-ben született Németországban, tanulmányait a németországi Freiburg Egyetemen végezte matematika és fizika szakon. 1970-ben doktorált politikatudományból, először 1971 és 1976 között docensként, majd 1976-tól professzori minősítésben tartott tanfolyamokat többek között Chicagóban (Információ visszakereső és adatbázis kezelő mikroszámítógépek), Londonban (Bevezetés az adatfeldolgozásba), Konstanzban (Szinonimaszótár program) és Darmstadtban (Adatbázis tervezés, Szakértői rendszerek). Jelenleg a Marylandi Egyetem Informatikai szakán és a könyvtártudományi tanszéken tart előadásokat (Kutatási rendszerek a könyvtári és információs tanulmányokban, Speciális információk tárolása és visszakeresése, Adatbázis tervezés, Információk visszakeresése és elemzése az interneten, Információs rendszer). 1974-től a Knowledge Organization szerkesztőbizottságának tagja, 1975-től az Association for Library and Information Science Education (Könyvtár és – Információtudomány Egyesület), 1990-től a SALIS (Substance Abuse Librarians and Information Specialists) szakmai társaság tagja.
2005 és 2009 között számos doktori disszertációt felügyelt: többek között 1979-ben Richard Lytle-vel a kereshető tárgy archívumon dolgoztak, amely az indexelő módszerek a tartalom és a származás szerint végzi az összehasonlítást. 1989-ben Rebecca Green-nel a szintagmatikus kapcsolatok kifejezése a képkoca alakú indexelésben című értekezését készítették el. 1991-ben Salamon Pál segítségével az online katalógus és az elemi iskolák kapcsolatáról írt disszertációt.
Az ő nevéhez fűződik több fogalomtár, a legutóbbi az Alkohol-és Kábítószer-szókincstár, a TermMaster, és a szoftver szinonimaszótár csomag.
1997-ben az  American Society of Information Science díjat nyerte el munkája elismeréseként.